# HD 47247
HD 47247，又名BD-22 1472，SAO 172021、HR 2433，是一颗恒星，视星等为6.35，位于銀經231.82，銀緯-13.19，其B1900.0坐标为赤經6h 32m 28.7s，赤緯-22° -13.19′ 52″。